# 泰姆留克河
泰姆留克河（烏克蘭語：Темрюк），是烏克蘭東南部的河流，屬於卡拉秋克河的支流。該河發源自泰姆留克以北，流經頓涅茨克州的馬里烏波爾區，河道全長超過10公里。